# Wrentham (Massachusetts)
Pour les articles homonymes, voir Wrentham.
La ville de Wrentham est située aux États-Unis dans le comté de Norfolk (Massachusetts). Sa population s’élevait à 10 955 habitants lors du recensement de 2010.

## Source
- (en) Cet article est partiellement ou en totalité issu de l’article de Wikipédia en anglais intitulé « Wrentham, Massachusetts » (voir la liste des auteurs).